# وست پلینز (میزوری)
وست پلینز (به انگلیسی: West Plains) شهری در شهرستان هاول ایالت میزوری است که جمعیت آن در سرشماری سال ۲۰۱۰ میلادی ۱۱٫۹۸۶ نفر بوده است.